# Hurts
 (транскр.  Хертс) енглески је музички дуо из Манчестера. Основан је 2009. године, а чине га певач Тео Хачкрафт и мултиинструменталиста Адам Андерсон. Овај дуо се жанровски најчешће сврстава у синт-поп. Широј јавности је постао познат по синглу Wonderful Life.

## Дискографија

### Студијски албуми
- (2010)
- (2013)
- (2015)
- (2017)
- (2020)

## Награде и номинације
- Награде Кју

| Година | Категорија   | Номиновано дело | Исход      | Изв.  |
| ------ | ------------ | --------------- | ---------- | ----- |
| 2011.  | Најбољи спот |                 | Номинација | [ 1 ] |

- Европске музичке награде МТВ-ја

| Година | Категорија     | Номиновано дело | Исход      | Изв.  |
| ------ | -------------- | --------------- | ---------- | ----- |
| 2010.  | Најбољи пробој | —               | Номинација | [ 2 ] |

## Наступи у Србији
| Датум         | Место    | Простор                 | Напомене                 | Изв.        |
| ------------- | -------- | ----------------------- | ------------------------ | ----------- |
| 25. мај 2011. | Београд  | Београдска арена        | предгрупа: Иње           | [ 3 ]       |
| 13. јул 2014. | Нови Сад | Петроварадинска тврђава | у оквиру фестивала Егзит | [ 4 ]       |
| 12. јул 2025. | Нови Сад | Петроварадинска тврђава | у оквиру фестивала Егзит | [ 5 ] [ 6 ] |